# ストークスの式
ストークスの式（ストークスのしき、英語: Stokes' law）とは、主に小さな粒子が流体中を沈降する際の終端速度を表す次の式である。
:{\displaystyle v_{\mathrm {s} }={\frac {{D_{\mathrm {p} }}^{2}(\rho _{\mathrm {p} }-\rho _{\mathrm {f} })g}{18\eta }}}
ただし
vs：終端速度;[m/s]もしくは[cm/s]
Dp：粒子径;[m]もしくは[cm]
ρp：粒子の密度;[kg/m3]もしくは[g/cm3]
ρf：流体の密度;[kg/m3]もしくは[g/cm3]
g：重力加速度;[m/s2]もしくは[cm/s2]
η：流体の粘度;[Pa･s]もしくは[g/(cm･s)]
である。
終端速度とは、粒子に上向きの力を及ぼす抵抗力および浮力と下向きの重力とが釣り合ったときの速度であり、粒子が一度その速度に達すると、その後は速度は変化せず一定になる。実際には微粒子が流体中を落下するときは落ち始めてほんの数秒（緩和時間）後に終端速度に達するが、大きな粒子の場合は終端速度に達するまでにより時間がかかる。

## 仮定
ストークスの式を適用するには以下の条件が必要である。
- 粒子は球形であること。
- 次式で定義されるレイノルズ数Reが2より小さいこと。

{\displaystyle Re={\frac {D_{\mathrm {p} }v_{s}\rho _{\mathrm {f} }}{\eta }}}
大きな粒子や不定形粒子では以上の仮定が成り立たず、流体から受ける抵抗力も若干のずれを生じる。そのため比較的大きい粒子に対してはアレンの式やニュートンの式を適用したほうがよい場合もある（詳細は終端速度を参照）。

## 導出
以下に流体中の球形の粒子の落下に関するストークスの式を導く。まず、流体中を落下する球体に働く抵抗力Fはその速度に比例し、
{\displaystyle F=6\pi \eta rv}
と仮定される。
一方、粒子に働く浮力Fb及び重力Fgは、
{\displaystyle {\begin{aligned}F_{\mathrm {b} }&={\frac {4\pi r^{3}}{3}}\rho _{\mathrm {f} }g\\F_{\mathrm {g} }&={\frac {4\pi r^{3}}{3}}\rho _{\mathrm {p} }g\end{aligned}}}
である。
なお、(4πr3)/3は半径rの球の体積を表している。
粒子が終端速度vsで流体中を落下するとき、これらの力は釣り合う。すなわち、抵抗力+浮力=重力だから、
{\displaystyle 6\pi \eta rv_{\mathrm {s} }+{\frac {4\pi r^{3}}{3}}\rho _{\mathrm {f} }g={\frac {4\pi r^{3}}{3}}\rho _{\mathrm {p} }g}
したがって終端速度vs は、
{\displaystyle v_{\mathrm {s} }={\frac {2}{9}}{\frac {r^{2}(\rho _{\mathrm {p} }-\rho _{\mathrm {f} })g}{\eta }}}
で示される（ρp > ρf の場合は垂直に下向き、ρp < ρfの場合は垂直に上向き）。粒子径をDpとおくと、Dp=2rであるので、上記の式は
{\displaystyle v_{\mathrm {s} }={\frac {{D_{\mathrm {p} }}^{2}(\rho _{\mathrm {p} }-\rho _{\mathrm {f} })g}{18\eta }}}
となり、ストークスの式が導かれる。